# Neotheronia radialis
Neotheronia radialis är en stekelart som beskrevs av Krieger 1905. Neotheronia radialis ingår i släktet Neotheronia och familjen brokparasitsteklar. Inga underarter finns listade i Catalogue of Life.